# Pingasa blanda
Pingasa blanda là một loài bướm đêm trong họ Geometridae.